# Hurrikan Dora (1964)
Hurrikan Dora war ein tropischer Wirbelsturm, der im September 1964 auf den Bahamas und insbesondere im nördlichen Teil von Florida enorme Schäden anrichtete. Der Hurrikan, der zeitweise die Kategorie 4 erreichte, war der erste aufgezeichnete, der die 'First Coast' mit Hurrikan-Stärke erreichte. Gebildet hatte sich der Sturm am 28. August an der senegalesischen Küste als Tropische Welle.

## Sturmverlauf

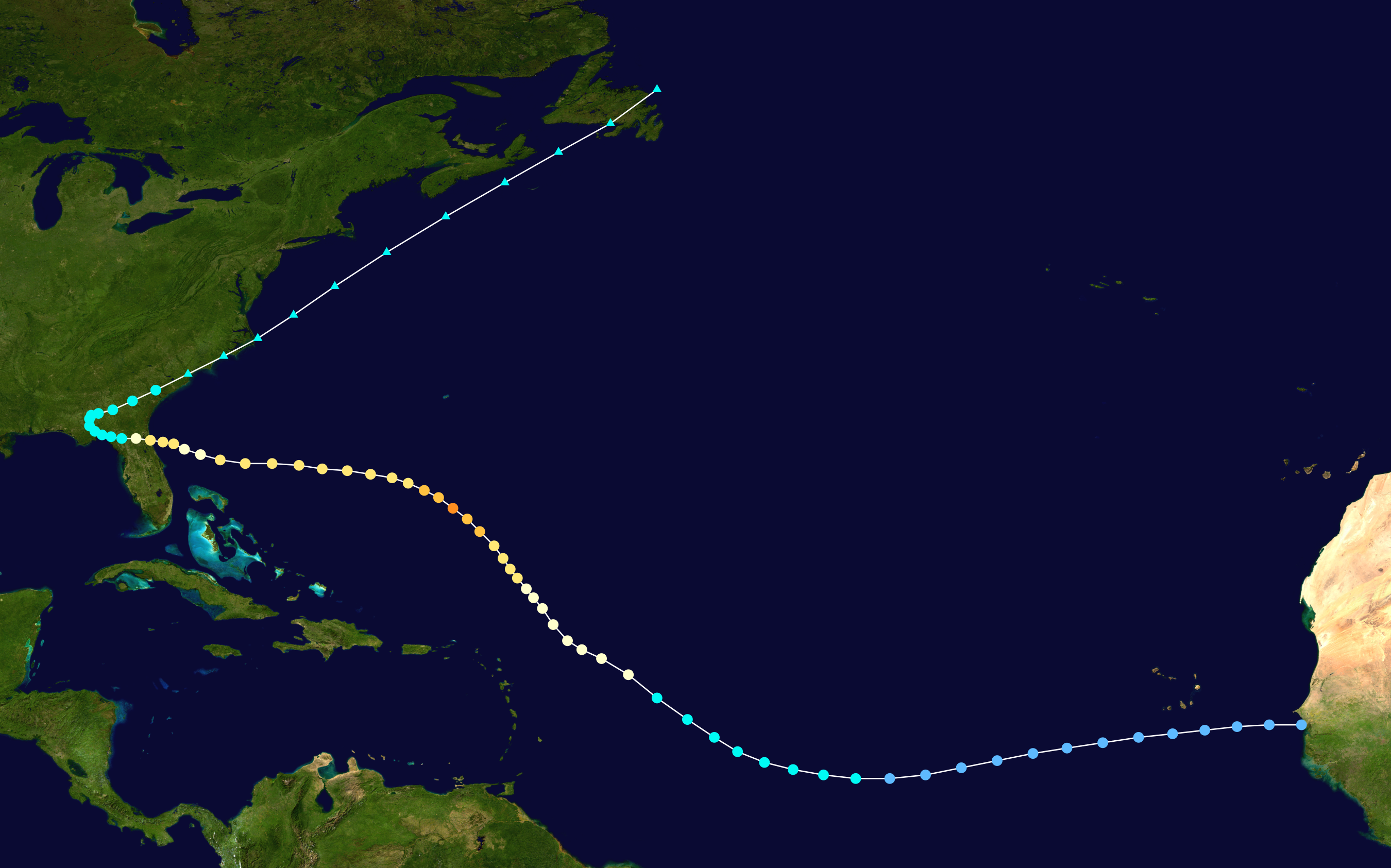
Zugbahn

Hurrikan Dora wurde am 28. August als breite Niedrigdruck-Region identifiziert, als er sich über die Westküste Afrikas in der Nähe von Dakar auf den Atlantischen Ozean bewegte. West-südwestwärts bewegend streifte das Tiefdruckgebiet die Kapverdischen Inseln am folgenden Tag. Am 31. August zeigten Bilder von TIROS VIII einen sich entwickelnden Sturm mit Auge und regenreichen Ausläufern, Schiffe in der Region meldeten sinkende barometrische Drücke und Windböen von 65 km/h (40 mph). Am ersten September stellte ein Aufklärungsflugzeug fest, dass Dora bereits ein tropischer Sturm geworden war, mit anhaltenden Windgeschwindigkeiten von 95 km/h (60 mph). Kurz darauf wurde die erste Warnung herausgegeben. Das Auge wurde ca. 1370 km (850 mi) östlich von Trinidad vermutet.
Während der Klassifikation drehte Dora nordwestwärts und gewann an Stärke hin zu. Mehrere Aufklärungsflüge zeigten, dass der Sturm Hurrikan-Stärke in den Nachmittagsstunden des 2. Septembers erreicht hatte, jedoch räumt die atlantische Hurrikan-Datenbank ihm diesen Status erst ab den frühen Nachtstunden ein. Dora wurde zum 3. September stärker, sowie größer und wurde schließlich zur Kategorie 2 herausgestuft, da er 155 km/h (100 mph) Windgeschwindigkeit beibehielt. Zur damaligen Zeit nahmen die Meteorologen an, Dora würde weiter Nordwest ziehen, wie es der Hurrikan Cleo getan hatte, doch der Sturm schwenkte langsam weiter westwärts. Am 6. September erreichte der Sturm die Kategorie 4 mit anhaltender Windgeschwindigkeit von 215 km/h (130 mph) und einem Zentraldruck von 942 mbar (hPa; 27.82 inHg).
Während dieser leichten Drehung seiner Bewegungsachse verlor der Sturm stetig an Intensität, war jedoch am 8. September wiedererstarkt. Früh am 9. September zog der Sturm abrupt nach Süden, um schließlich für mehrere Stunden gen Norden zu wandern. Für den Rest des Tages vollführte Dora drei Schleifen, während er dabei stets weiter westwärts zog. In den Nachmittagsstunden überquerte er den Golfstrom, was den zentralen Druck um weitere 9 mbar (hPa; 0.27 inHg) senkte.
Hurrikan Dora erreichte um ca. 00:20 EST die amerikanische Küste ca. 10 km (6 mi) nördlich von St. Augustine (Florida) mit anhaltenden Windgeschwindigkeiten von 185 bis 205 km/h (115–125 mph). Obwohl angenommen wird, dass Dora ein Kategorie 3 Sturm beim Treffen auf Land war, waren die gemessenen Windgeschwindigkeiten eher der Kategorie 2 zuzuordnen. Dora war der erste aufgezeichnete Wirbelsturm, der das nordöstliche Florida traf. Sobald der Sturm an Land war, verlor der Sturm allmählich an Stärke, verlor seinen Hurrikan-Status und am 12. September wurde der Sturm fast stationär auf der Staatengrenze zwischen Alabama und Georgia. Dora beschleunigte jedoch erneut und bewegte sich wieder auf den Atlantischen Ozean. Stunden nachdem das System wieder aufs Wasser gezogen war, zerfiel es zu einem extratropischen Sturm. Die Reste von Dora wurden das letzte Mal am 16. September bei Neufundland gemeldet.